# Erinson Ramírez
Erinson Raimundo Ramírez Manrique (Pisco, 15 de marzo de 1998) es un futbolista peruano. Juega como extremo y su equipo actual es el Deportivo Garcilaso de la Liga 1 de Perú.

## Trayectoria

### Alianza Lima
Luego de destacar en Copa Federación, Ramírez empezó a ser tomado en cuenta en el primer equipo de Alianza Lima en el 2016, cuando Roberto Mosquera dirigía al cuadro íntimo. El 10 de marzo de 2016 debutó oficialmente en la victoria por 4-1 sobre Ayacucho, jugando 30 minutos tras reemplazar a Josimar Atoche por el Torneo Apertura del Campeonato Descentralizado 2016. El 30 de octubre de ese mismo año convirtió su primer tanto como profesional en la derrota por 1-2 ante la Universidad de San Martín, esta vez por la liguilla. En sus primeros dos años, tuvo cierta continuidad, siendo parte del plantel campeón en 2017, lo cual no se repitió en 2018 pues solo disputó cinco partidos, en parte debido a una lesión.

### Universidad César Vallejo
Luego de tres años que estuvo en el primer equipo y ante la falta de oportunidades en Alianza, pasó a formar parte de su nuevo club: la Universidad César Vallejo de Trujillo, que había salido campeón de la Segunda División de Perú 2018 y regresaba a la primera categoría para la temporada 2019.
El 23 de febrero de 2019 debutó en la segunda jornada de la Liga 1, en el empate 2 a 2 contra Sport Huancayo, sin embargo en su cuarto partido se lesionó de gravedad y no jugó por seis meses hasta el 30 de agosto, cuando ingresó nuevamente al terreno de juego en la derrota por 3-2 ante Sporting Cristal.

### UTC
En diciembre de 2019, tras su mal paso por Trujillo, es anunciado como nuevo jugador del UTC de Cajamarca para afrontar la temporada 2020. Hizo su debut en la primera fecha del Torneo Apertura 2020 en el triunfo por 2-1 sobre Sporting Cristal, tras ingresar al minuto 83 por el armenio Mauro Guevgeozián.

## Selección nacional
Ramírez fue convocado a la selección de fútbol de Perú en la categoría sub-20 en 2015 con motivo de preparación para el Campeonato Sudamericano de Fútbol Sub-20 de 2017, sin embargo no asistió a uno de los entrenamientos, razón por la cual el entonces seleccionador Fernando Nogara decidió no llamarlo más. Eventualmente, Ramírez no llegó a formar parte de la lista final para el campeonato.

## Estadísticas

### Clubes
Actualizado de acuerdo al último partido jugado el 26 de enero de 2024.
| Club                                             | Div.          | Temporada     | Liga  | Liga  | Liga   | Copas nacionales | Copas nacionales | Copas nacionales | Copas internacionales(1) | Copas internacionales(1) | Copas internacionales(1) | Total | Total | Total  | Media goleadora |
| Club                                             | Div.          | Temporada     | Part. | Goles | Asist. | Part.            | Goles            | Asist.           | Part.                    | Goles                    | Asist.                   | Part. | Goles | Asist. | Media goleadora |
| ------------------------------------------------ | ------------- | ------------- | ----- | ----- | ------ | ---------------- | ---------------- | ---------------- | ------------------------ | ------------------------ | ------------------------ | ----- | ----- | ------ | --------------- |
| Alianza Lima · Perú                              | 1.ª           | 2016          | 19    | 1     | 2      | —                | —                | —                | —                        | —                        | —                        | 19    | 1     | 2      | 0.05            |
| Alianza Lima · Perú                              | 1.ª           | 2017          | 18    | 1     | 4      | —                | —                | —                | 1                        | 0                        | 0                        | 19    | 1     | 4      | 0.05            |
| Alianza Lima · Perú                              | 1.ª           | 2018          | 6     | 0     | 0      | —                | —                | —                | 0                        | 0                        | 0                        | 6     | 0     | 0      | 0               |
| Alianza Lima · Perú                              | Total club    | Total club    | 43    | 2     | 6      | 0                | 0                | 0                | 1                        | 0                        | 0                        | 44    | 2     | 6      | 0.05            |
| Universidad César Vallejo · Perú                 | 1.ª           | 2019          | 8     | 0     | 0      | 0                | 0                | 0                | —                        | —                        | —                        | 8     | 0     | 0      | 0               |
| Universidad César Vallejo · Perú                 | Total club    | Total club    | 8     | 0     | 0      | 0                | 0                | 0                | 0                        | 0                        | 0                        | 8     | 0     | 0      | 0.00            |
| U. T. C. · Perú                                  | 1.ª           | 2020          | 22    | 7     | 6      | 0                | 0                | 0                | —                        | —                        | —                        | 22    | 7     | 6      | 0.32            |
| Deportivo Municipal · Perú                       | 1.ª           | 2021          | 21    | 7     | 5      | 2                | 1                | 0                | —                        | —                        | —                        | 23    | 8     | 5      | 0.35            |
| Deportivo Municipal · Perú                       | 1.ª           | 2022          | 7     | 0     | 0      | 0                | 0                | 0                | —                        | —                        | —                        | 7     | 0     | 0      | 0               |
| Deportivo Municipal · Perú                       | Total club    | Total club    | 28    | 7     | 5      | 2                | 1                | 0                | 0                        | 0                        | 0                        | 30    | 8     | 5      | 0.27            |
| ADT de Tarma · Perú                              | 1.ª           | 2022          | 17    | 1     | 2      | 0                | 0                | 0                | —                        | —                        | —                        | 17    | 1     | 2      | 0.06            |
| ADT de Tarma · Perú                              | Total club    | Total club    | 17    | 1     | 2      | 0                | 0                | 0                | 0                        | 0                        | 0                        | 17    | 1     | 2      | 0.06            |
| U. T. C. · Perú                                  | 1.ª           | 2023          | 33    | 4     | 5      | 0                | 0                | 0                | —                        | —                        | —                        | 33    | 4     | 5      | 0.07            |
| U. T. C. · Perú                                  | Total club    | Total club    | 55    | 11    | 11     | 0                | 0                | 0                | 0                        | 0                        | 0                        | 55    | 11    | 11     | 0.2             |
| Deportivo Garcilaso · Perú                       | 1.ª           | 2024          | 1     | 0     | 0      | 0                | 0                | 0                | —                        | —                        | —                        | 1     | 0     | 0      | 0               |
| Deportivo Garcilaso · Perú                       | Total club    | Total club    | 1     | 0     | 0      | 0                | 0                | 0                | 0                        | 0                        | 0                        | 1     | 0     | 0      | 0               |
| Total carrera                                    | Total carrera | Total carrera | 152   | 21    | 24     | 2                | 1                | 0                | 1                        | 0                        | 0                        | 155   | 22    | 24     | 0.14            |
| (1)Incluye datos de la Copa Sudamericana (2017). |               |               |       |       |        |                  |                  |                  |                          |                          |                          |       |       |        |                 |

## Palmarés

### Campeonatos nacionales
- 1 Campeonato Primera División del Perú: 2017

### Torneos cortos
- 1 Torneo Apertura de la Primera División del Perú: 2017
- 1 Torneo Clausura de la Primera División del Perú: 2017

### Distinciones individuales
- Equipo ideal de la fase 2 (Torneo Clausura) de la Liga 1: 2020[8]
- Equipo ideal de la Liga 1 según Dechalaca.com: 2020[9]
- Preseleccionado como delantero en el mejor once de la Liga 1 según la SAFAP: 2020[10]
- Preseleccionado como mejor jugador de la Liga 1 según la SAFAP: 2020[10]
- Nominado a jugador revelación del año de la Liga 1: 2020[11]
- Gol del año de la Liga 1: 2021[12]